# Hatten Baratli
Hatten Baratli (Aryanah, 9 de janeiro de 1991) é um futebolista profissional tunisiano que atua como meia.

## Carreira
Hatten Baratli representou o elenco da Seleção Tunisiana de Futebol no Campeonato Africano das Nações de 2013.